# Österreichisches Volksliedwerk
Das Österreichische Volksliedwerk ist der Verband der Volksliedwerke der Bundesländer. Seit seiner Gründung als Österreichisches Volkslied-Unternehmen im Jahr 1904 ist seine Aufgabe die Sammlung, Forschung und Vermittlung von Volksmusik in ihren historischen und gegenwärtigen Erscheinungsformen. Es verwaltet und archiviert sämtliche zigtausenden Volkslied-, Volksmusik- und Volkstanzaufzeichnungen Österreichs und gibt seit dem Jahr 1952 ein Jahrbuch mit wertvollen wissenschaftlichen Artikeln heraus, das Jahrbuch des Österreichischen Volksliedwerkes, der Nachfolger der von Pommer 1899 gegründeten Zeitschrift Das deutsche Volkslied.

## Historisches
Kronprinz Rudolf von Österreich-Ungarn hatte die Idee, allen Völkern der Österreichisch-Ungarischen Monarchie ein umfassendes, fundiertes Werk zu widmen: Die Österreichisch-Ungarische Monarchie in Wort und Bild. Auf die Volksmusik bezogen, übernahm das Unternehmen Das Volkslied in Österreich im Jahr 1904 diese Aufgabe in Zusammenarbeit mit der Wissenschaft. Alle Österreichischen Kronländer wurden in die riesige Organisation eingebunden, gegliedert nach Sprachgruppen (deutsch, slawisch, romanisch und andere) und nach Kronländern. Das wissenschaftliche Konzept dazu entwarf der Gymnasialprofessor und Reichstagsabgeordnete Josef Pommer. Unter anderem arbeiteten der mährische Komponist Leoš Janáček, der Prager Germanist Adolf Hauffen und der slowenische Liedforscher Karl Strekelj mit.

## Aktuelles
Seit Anfang November hat Landeshauptmann Josef Pühringer (Oberösterreich) das Amt des Präsidenten des Österreichischen Volksliedwerks von seinem Vorgänger Sepp Gmasz (Burgenland) übernommen. Neuer Vizepräsident ist Konrad Köstlin, Vorstand des Instituts für europäische Ethnologie an der Universität Wien. Ehrenpräsident ist Walter Deutsch.

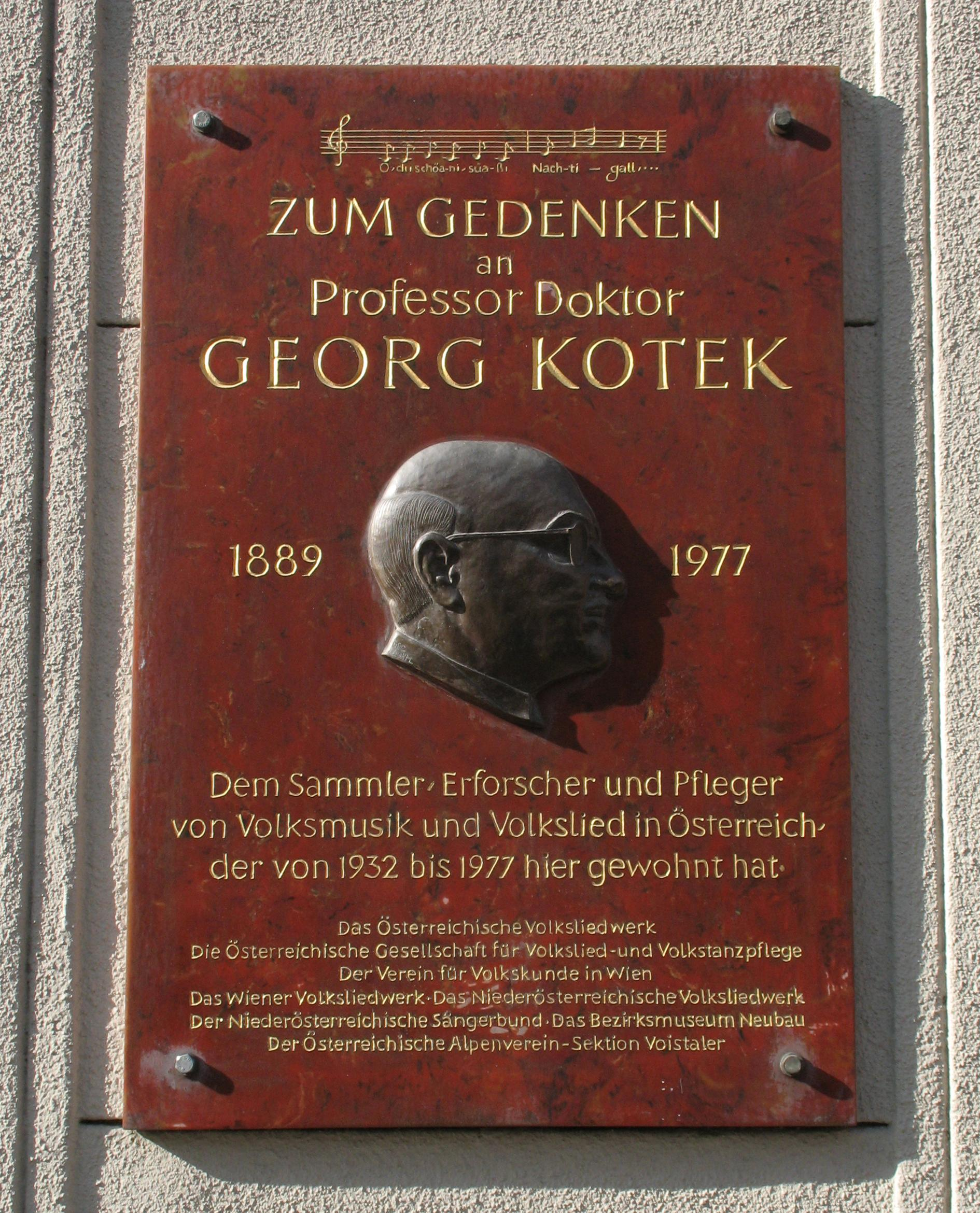
Gedenktafel für Georg Kotek in Neubau

Das der Österreichischen Nationalbibliothek zugeordnete Zentralarchiv des Österreichischen Volksliedwerkes enthält Dokumente musikalisch-poetischer Äußerungen. Es besitzt zahlreiche handschriftliche Aufzeichnungen von Texten und Melodien und weist den größten Bestand an Büchern und Zeitschriften zum Thema Volkslied, Volksmusik, Volkstanz und Volkspoesie in Österreich auf. Neben den großartigen Sammlungen von Georg Kotek und Raimund Zoder sind diese Werke, Flugblätter und Bilddokumente Grundlage für wissenschaftliche Arbeit.
Die Sammlungen der Tondokumente erstrecken sich von Schellacks über Langspielplatten, Tonbänder und Kassetten bis zu digitalen Bändern und CDs. Sie enthalten wertvolle, einzigartige Aufnahmen aus Feldforschungen, wie auch neue CDs aus aktuellen Produkten. Die Sammlung ist in den Räumen des Österreichischen Volksliedwerkes untergebracht und wird wesentlich vom Verein mitgetragen. Neben zahlreichen Projekten, Feldforschungen, Schulungen stellt die Vernetzung der Kataloge der Volksliedarchive der Bundesländer eine wichtige Aufgabe dar, den Zugang zu den vielfältigen Dokumenten des immateriellen Kulturerbes aus Österreich weltweit zugängig zu machen.
- 15.000 Bücher und Zeitschriften
- 18.000 Handschriftliche Aufzeichnungen
- 6.000 Liedflugblätter
- 15.000 Bilddokumente
- 6.000 Tonträger

Weitere Zigtausend derartige Dokumente befinden sich in den Archiven der Volksliedwerke der einzelnen Bundesländer, die in einer virtuellen Datenbank vernetzt sind.

## Aufgabe
Von vornherein war die Publikation national abgegrenzter Bände für wissenschaftliche Zwecke geplant, und zwar unter dem Titel „Das Volkslied in Österreich. Volkspoesie und Volksmusik der in Österreich lebenden Völker. Hrsg. v. K.K. Ministerium für Kultus und Unterricht.“ Wegen des Ersten Weltkrieges konnte diese Aufgabe vorerst nicht durchgeführt werden, im Jahr 1918 erschien nur ein Probeband mit 150 Liedern und Tänzen, der als Muster für Format und Schriftart aller zu edierenden Bände in deutscher, slawischer und romanischer Sprache dienen sollte. Die ersten wirklichen Bände dieser Reihe erscheinen unter dem Titel Corpus Musicae Popularis Austriacae (COMPA-Reihe) daher erst seit dem Jahr 1992, der erste war „Volksmusik in Niederösterreich, St. Pölten und Umgebung“.

### Bisher erschienene Bände der Reihe Corpus Musicae Popularis Austriacae
- Sonderband (2004): Das Volkslied in Österreich (Neudruck des Probebandes aus 1918)
- Band 1 (1992): Volksmusik in Niederösterreich, St. Pölten und Umgebung
- Band 2 (1993): Steyerische Tänze
- Band 3 (1994): Geistliche Lieder aus der Weinviertler Singtradition
- Band 4 (1995): Lieder des Weihnachtsfestkreises
- Band 5 (1996): „Tanz Musik“. Ländler, Steirer und Schleunige für zwei Geigen aus dem Salzkammergut
- Band 6 (1997): Die Liederhandschriften der Schwestern Clessin
- Band 7 (1997): Burgenländische Volksballaden
- Band 8 (1998): Der Landler
- Band 9 (1998): Lieder für die Weihnachtszeit nach Tiroler Quellen
- Band 10 (1999): Volksmusik in Südtirol. Tänze und Spielstücke aus der Tonbandsammlung Dr. Alfred Quellmalz 1940–42. Verlag Böhlau 1999
- Band 11 (1999): Spricanje; Das Totenabschiedslied der Kroaten im Burgenland
- Band 12 (2000): Lieder und Tänze um 1800 aus der Sonnleithner-Sammlung der Gesellschaft der Musikfreunde in Wien
- Band 13 (2000): Melodiarium zu Wilhelm Paillers Weihnachts- und Krippenliedersammlung herausgeg. In den Jahren 1881 und 1883
- Band 14 (2001): Pielachtal; Musikalische Brauchformen
- Band 15 (2002): Weihnachtliche Hirtenlieder aus Kärntner Quellen
- Band 16 (2004): Sprüche, Spiele und Lieder der Kinder
- Band 17 (2005): Dörfliche Tanzmusik in Lutzmannsburg und Strebersdorf (1866–1966)
- Band 18 (2006): Klaus Petermayr. Lieder und Tänze um 1800 im Hausruckviertel
- Band 19 (2008): Thomas Hochradner. Lieder und Schnaderhüpfl um 1900 aus dem Sammelgut des „Arbeitsausschusses für das Volkslied in Salzburg“ (1908–1938).
- Band 20 (2010): Walter Deutsch und Ernst Weber. Volksmusik in Wien. Weana Tanz (Wiener Tänze)
- Band 21 (2016): Max Rosenzopf. Volksmusik in der Steiermark – Weststeirisches Musikantentum. Verlag Böhlau 2016, ISBN 978-3-205-79649-7

## Unterorganisationen

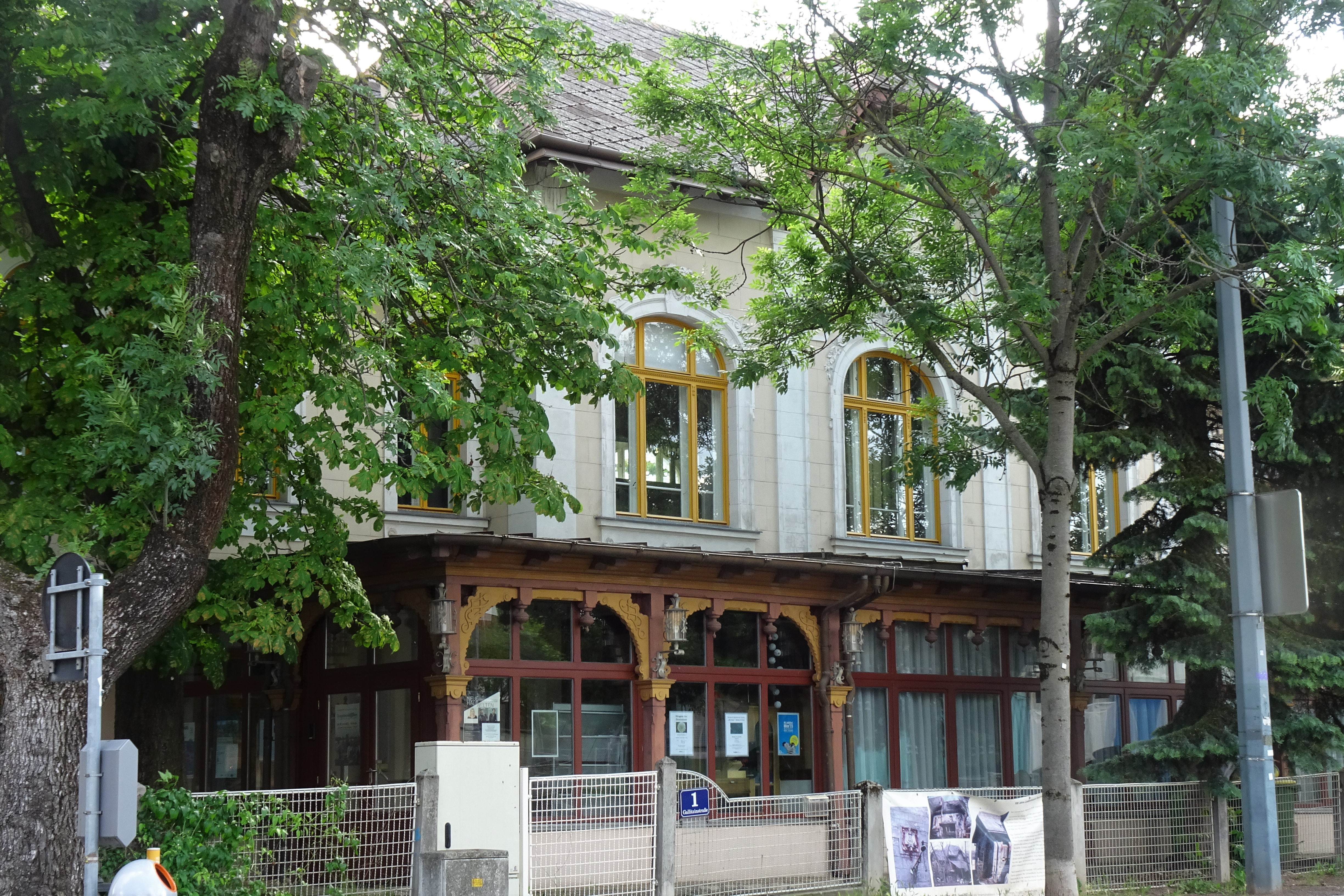
Der Bockkeller, ein ehemaliges Gasthaus im Liebhartstal (Ottakring) ist der Sitz des Wiener Volksliedwerks

In allen österreichischen Bundesländern bestehen Volksliedwerke, die seit 1974 eigenständige Vereine sind.

### Burgenländisches Volksliedwerk
Es wurde 1927 als Arbeitsausschuss für das Burgenland konstitutioniert. Im Jahr 1937 verfügte das Archiv über 8310 Inventarnummern, die in den Kriegswirren großteils verloren gingen.
1946 wurde der Arbeitsausschuss wiederbegründet als Teil des nunmehrigen Österreichischen Volksliedwerkes. Er wurde bereits 1972 als erste Landesorganisation eigenständiger Verein. Die Leitung hat seit 1996 Sepp Gmasz.

### Kärntner Volksliedwerk – Kärntner Volksliedarchiv
Der Arbeitsausschuss für Kärnten wurde 1905 gegründet und nach dem Ersten Weltkrieg 1927 wiederbelebt. Vorsitzender ist seit 2002 Manfred Riedl.

### Volkskultur Niederösterreich – Niederösterreichisches Volksliedwerk
1993 trennte sich das Niederösterreichische Volksliedwerk vom Wiener und Österreichischen Volksliedwerk. 1998 wurde die Volkskultur Niederösterreich BetriebsGmbH als zeitgemäßes Kulturmanagement gegründet. Vorsitzender ist GD Johannes Coreth.

### OÖ Volksliedwerk
Das Oberösterreichische Volksliedwerk ist eine Anlaufstelle zur regionalen Musikkultur im Bundesland Oberösterreich.
Die 1974 geschaffene eigenständige Einrichtung gehört dem Verband der Volksliedwerde der österreichischen Bundesländer an. Hauptaufgabe ist die Sammlung, Archivierung, Dokumentation, Forschung und Vermittlung der musikalischen Volkskultur in vergangenen und gegenwärtigen Erscheinungsformen. Dies soll beitragen zur Erhaltung und Verlebendigung des kulturellen Erbes im Lande.

#### Geschichte
1906 wurde der Arbeitsausschuss für Oberösterreich und Salzburg errichtet. Anton Matosch entfaltete eine rege Sammeltätigkeit, die auf historischen Sammlungen von Wilhelm Pailler und Anton von Spaun aufbaute. Archivar war für mehr als fünfzig Jahre Hans Commenda junior, der als der bedeutendste oberösterreichische Volksmusiksammler und -forscher gilt.
Das Land Oberösterreich erwarb 1971 neben der umfangreichen Sammlung des Arbeitsausschusses und die Fachbibliothek auch den Nachlass Commendas zur Schaffung eines Archives im Museumsdepot Panzaglgut. 1974 wurde das Oberösterreichische Volksliedwerk gegründet und fand im Landeskulturzentrum Ursulinenhof in Linz eine Bleibe, bevor es 2001 zu den Oberösterreichischen Landesmuseen kam.

#### Bestände, Publikationen, Mitglieder
Zum Bestand des Archivs zählen Handschriften mit rund 35.000 Titeln (ohne Spiele und Reime), eine Bibliothek mit mehr als 5.000 Fachbüchern, darin mehr als 7.000 Artikel, mehr als 3.000 Liederbücher und weit mehr als 100.000 Instrumentalnoten zu mehr als 15.000 Titeln und mehr als 1.500 AV-Medien einschließlich sämtlicher Tracks.
Aus den Archivbeständen werden Zusammenstellungen in Form von Liederbüchern erstellt und herausgegeben, das Angebot um fasst rund einhundert Titel. Wissenschaftliche Aufarbeitungen werden fallweise veröffentlicht. Zum Angebot zählen auch Aus- und Weiterbildungsveranstaltungen für Musikanten, Sänger und Tänzer sowie Lehrer und Kinder- und Jugendtanzleiter.
Das Oberösterreichische Volksliedwerk hat im gesamten Alpenraum rund zweitausend Mitglieder (Stand April 2009).

### Salzburger Volkskultur – Salzburger Volksliedwerk
1906 wurde der Arbeitsausschuss für OÖ. und Salzburg errichtet. Im Jahre 1908 erfolgte die Konstituierung eines eigenen „Arbeitsausschuss für das Volkslied in Salzburg“ unter dem Vorsitzenden Josef Reiter, der 1912 von Curt Rotter abgelöst wurde. Am 6. März 1973 fand die konstituierende Hauptversammlung des Vereines Salzburger Volksliedwerk im Chiemseehof statt. Das Salzburger Volksliedwerk war nunmehr, so wie die meisten anderen Landesorganisationen, eigenständiger Verein unter dem ersten Vorsitzenden Cesar Bresgen. Vorstandsvorsitzende war von 2005 bis zu ihrem Tod Ende Juli 2021 Roswitha Meikl.
Das Salzburger Volksliedwerk ist eine Unterorganisation der Salzburger Volkskultur.

### Steirisches Volksliedwerk
Der Arbeitsausschuß für das Steirische Volkslied wurde am 7. Juni 1905 gegründet, erster Obmann war der Reichsratsabgeordnete Josef Pommer. Das Archiv befand sich zuerst bei Pommer in Wien, ab 1911 im Landesarchiv Graz. 1940 kam das Archiv an die Universität Graz und wurde dadurch von Bombeneinwirkungen verschont. Nach 1945 fand eine Reaktivierung als freie Kommission beim Bundesministerium für Unterricht statt. 1947 wurde dann der Arbeitsausschuss für die Steiermark neu gegründet und das Sammelmaterial in das Gebäude des Steirischen Volkskundemuseums übersiedelt.
1974 wurde das Steirische Volksliedwerk als eigenständiger Verein gegründet und 1981 dem Landesjugendreferat eingegliedert. Vorsitzender ist Gunther Hasewend, Geschäftsführerin ist Monika Primas.
Seit 1991 beantwortet das Büro für Weihnachtslieder als Servicestelle des Steirischen Volksliedwerkes in der Adventszeit Fragen rund um Weihnachtslieder.

### Tiroler Volksliedwerk – Tiroler Volksliedarchiv
Das Tiroler Volksliedwerk (TVW) / Tiroler Volksliedarchiv (TVA) besteht seit 1905 und ist die zentrale Einrichtung für musikalische Volkskultur in Nord-, Ost- und Südtirol. Sein Aufgabenbereich umfasst das Sammeln und Erforschen von Volksmusik und Volkslied, deren Archivierung, Dokumentation und Weitergabe in Form von Publikationen (CDs, Notenhefte usw.).
Neben mehreren Zehntausend Belegen zu weltlichen wie geistlichen Liedern und Volksmusik verwahrt das Tiroler Volksliedarchiv über 10.000 Tonaufnahmen aus Feldforschungen (z. B. Sammlung Südtirol und Osttirol/Manfred Schneider; Sammlung Wildschönau/Sigrid Köhler; Sammlung Pitztal, Lechtal, Kaisergebirge/Sonja Ortner, Sammlung Hinteres Zillertal/Martina Natter).
Das Tiroler Volksliedarchiv wird seit 2007 von der Tiroler Landesmuseen Betriebsges.m.b.H. verwaltet, das Tiroler Volksliedwerk (das bis dahin die Verwaltung innehatte) ist seitdem ein Mitgliederverein zur Förderung und Unterstützung der Arbeit dieser elementaren Einrichtung regionaler Volkskultur.
Archivleiterin ist derzeit Sonja Ortner.

### Vorarlberger Volksliedwerk
Vorsitzende ist derzeit Anita Frühwirth.

### Wiener Volksliedwerk
Das Volksliedwerk wurde 1904 als „Commission“ beim damaligen Cultusministerium eingerichtet. Das „Archiv von Wien und Niederösterreich“ wurde 1974 bis 1993 gemeinsam geführt, nach der Trennung übersiedelte das Wiener Volksliedwerk aus den Räumen des Österreichischen Volksliedwerkes in den „Bockkeller“. Herbert Zotti ist geschäftsführender Vorsitzender.